# Łut

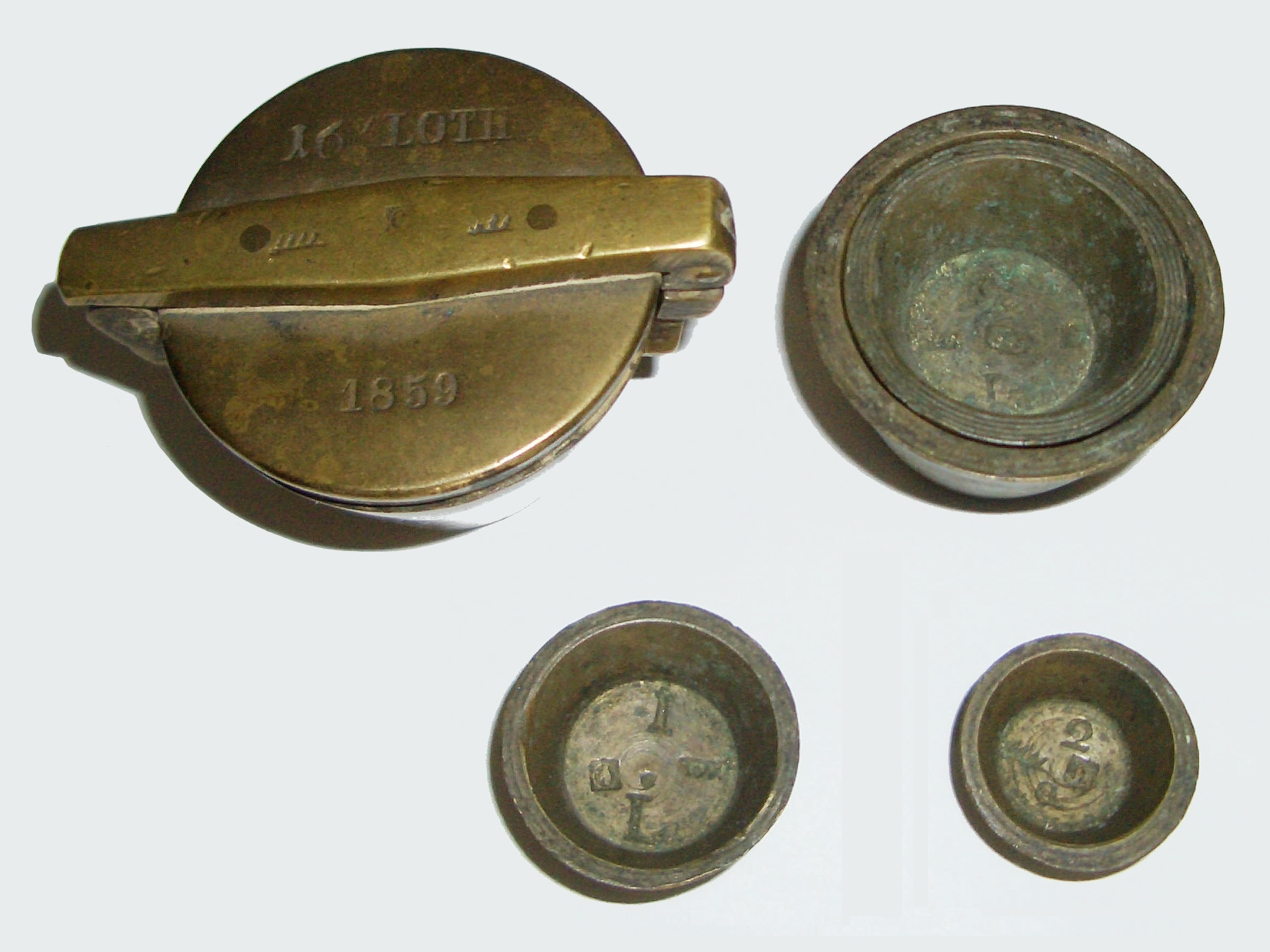
Odważniki kubełkowe wyskalowane w łutach (Wirtembergia, 1859)

Łut (niem. Lot, dawniej Loth) – dawna jednostka miary masy używana w Europie od średniowiecza do końca XIX wieku, stosowana m.in. do określania wagi monet i wagi probierczej srebra. Stanowił 1/16 część grzywny i 1/32 część funta.
Wartość łuta w zależności od stulecia i miejsca wahała się od ok. 12 do 18 gramów. W systemie miar staropolskich łut wynosił 12,7 grama, a w systemie miar nowopolskich 12,672 grama. Wartości łuta w krajach niemieckojęzycznych:
- Lubeka = 15,2 grama[2]
- Saksonia-Meiningen: = 15,9 grama[2]
- Wirtembergia = 15,625 grama[2]
- Bawaria = 17,6 grama[2]
- Austria = 17,5 grama[2]

W Norwegii łut wynosił 15,566 grama.

## Czystość srebra
W czasach, gdy srebro używane było do bicia monet, podstawową jednostką wagi, której używano przy ustalaniu stopy menniczej, była grzywna lub jej odpowiednik – marka. Na podstawie ordynacji menniczej z jednej grzywny (lub marki) srebra o określonej próbie bito ustaloną liczbę monet. Grzywna dzieliła się na 16 łutów, toteż czyste srebro było 16-łutowe (16 łutów srebra na 16 łutów stopu). Analogicznie srebro 15-łutowe zawierało 15/16 srebra (czyli 937,5‰), 14-łutowe – 14/16 srebra (czyli 875‰) itd. Łut, który tak jak karat dla stopów złota, był miarą próby srebra, zaczął tracić swoje znaczenie wraz z końcem bimetalizmu, kiedy to waluty krajowe przestały opierać się na srebrze, przechodząc w całości na złoto. Odtąd zawartość srebra w stopie podawana jest w promilach, choć nawet dziś używane w jubilerstwie stopy srebra bardzo często mają próbę łutową.